# 拒絕再玩 (杜娃·黎波歌曲)
〈拒絕再玩〉是英國歌手杜娃·黎波的單曲，由华纳唱片於2019年10月13日發行，收錄在黎波第二張錄音室專輯《流行先鋒》。由杜娃·黎波、卡羅琳·愛林、埃米莉·華倫及伊恩·柯克派屈克共同創作。